# Communauté de communes Méditerranée Porte des Maures
La  communauté de communes Méditerranée Porte des Maures  est une communauté de communes française, située dans le département du Var.

## Histoire
Située au nord et à l'est de la communauté d'agglomération Toulon Provence Méditerranée, au sud et à l'est de la communauté de communes de la Vallée du Gapeau, au sud des communautés de communes du Val d'Issole et Cœur de Var, cette jeune communauté de communes regroupe des communes de l'est du territoire de Toulon Provence-Méditerranée.
Créée par arrêté préfectoral du 30 juillet 2010 et regroupant initialement 4 communes (Bormes-les-Mimosas, Cuers, La Londe-les-Maures, Pierrefeu-du-Var), la communauté de communes s'élargit le 1er janvier 2013 aux communes de Collobrières et du Lavandou.

## Territoire communautaire

### Liste des communes
La communauté de communes est composée des 6 communes suivantes :

| Nom                         | Code Insee | Gentilé        | Superficie (km2) | Population (dernière pop. légale) | Densité (hab./km2) |
| --------------------------- | ---------- | -------------- | ---------------- | --------------------------------- | ------------------ |
| La Londe-les-Maures (siège) | 83071      | Londais        | 79,29            | 11 010 (2022)                     | 139                |
| Bormes-les-Mimosas          | 83019      | Borméens       | 97,32            | 8 361 (2022)                      | 86                 |
| Collobrières                | 83043      | Collobriérois  | 112,68           | 1 813 (2022)                      | 16                 |
| Cuers                       | 83049      | Cuersois       | 50,53            | 12 841 (2022)                     | 254                |
| Le Lavandou                 | 83070      | Lavandourains  | 29,65            | 6 431 (2022)                      | 217                |
| Pierrefeu-du-Var            | 83091      | Pierrefeucains | 58,36            | 6 084 (2022)                      | 104                |

## Démographie
| 1968   | 1975   | 1982   | 1990   | 1999   | 2010   | 2015   | 2021   |
| ------ | ------ | ------ | ------ | ------ | ------ | ------ | ------ |
| 20 426 | 21 288 | 25 183 | 29 948 | 34 640 | 40 482 | 42 393 | 46 303 |

## Administration

### Conseil communautaire
Les 21 conseillers titulaires sont répartis comme suit : 
| Nombre de délégués | Communes                      |
| ------------------ | ----------------------------- |
| 5                  | Cuers, La Londe-les-Maures    |
| 4                  | Bormes-les-Mimosas            |
| 3                  | Le Lavandou, Pierrefeu-du-Var |
| 1                  | Collobrières                  |

### Élus
|     | Attributions                                                           | Identité           | Qualité                     |
| --- | ---------------------------------------------------------------------- | ------------------ | --------------------------- |
| 1er | Gestion des déchets, tri sélectif, filières de valorisation            | Patrick Martinelli | Maire de Pierrefeu          |
| 2e  | Programme local de l'habitat                                           | François Arizzi    | Maire de Bormes-les-Mimosas |
| 3e  | Développement économique                                               | Bernard Mouttet    | Maire de Cuers              |
| 4e  | Tourisme, mer, littoral                                                | Gil Bernardi       | Maire du Lavandou           |
| 5e  | Gestion du domaine forestier intercommunal, DFCI, culture castanéïcole | Christine Amrane   | Maire de Collobrières       |

### Liste des présidents
| Période | Période  | Identité                             | Étiquette | Qualité                                |
| ------- | -------- | ------------------------------------ | --------- | -------------------------------------- |
| 2010    | en cours | François de La Lombardière de Canson | UMP-LR    | Maire de La Londe-les-Maures (2008 → ) |

### Budget et fiscalité
- Total des produits de fonctionnement : 4 619 000 € soit 141 € par habitant
- Total des ressources d’investissement : 32 0000 €, soit 1 € par habitant
- Endettement : 0 €, soit 0 € par habitant[2].